# Козельне
Козе́льне — село в Україні, у Роменському районі Сумської області. Населення становить 505 осіб. Входить до складу Вільшанської сільської громади.

## Географія
Козельне розташоване за 1,5 км від лівого берега річки Вільшанка (притока Сули). На відстані 1,5 км розташовані села Тимченки, Кинашове, Хорол та Саєве. По селу протікає пересихаючий струмок з загатою.

## Історія
Село відоме з 1778 року.
До 2017 року орган місцевого самоврядування — Козельненська сільська рада.
12 червня 2020 року, відповідно до розпорядження Кабінету Міністрів України № 723-р «Про визначення адміністративних центрів та затвердження територій територіальних громад Сумської області», село увійшло до складу Вільшанської сільської громади.
19 липня 2020 року, в результаті адміністративно-територіальної реформи та ліквідації Недригайлівського району, громада увійшла до складу новоутвореного Роменського району.

## Населення

### Мова
Розподіл населення за рідною мовою за даними перепису 2001 року:
| Мова       | Кількість | Відсоток |
| ---------- | --------- | -------- |
| українська | 560       | 98.42%   |
| російська  | 9         | 1.58%    |
| Усього     | 569       | 100%     |

## Природоохоронні території
Саївський — ботанічний заказник місцевого значення (частина заповідника Михайлівська цілина.